# 西安煤气公司液化气管理所爆炸事故
西安煤气公司液化气管理所爆炸事故，又称西安市“3·5”液化气爆炸事故，是1998年3月5日发生在中华人民共和国陕西省西安市煤气公司液化气管理所的一系列爆炸事故，事故因为管理所内一液化气罐泄漏而引发，自3月5日16时发生泄露开始，一直持续到3月7日19时05分。此次爆炸事故造成11人死亡，1人失踪，34人受伤，炸毁400立方米球罐2个，100立方米卧式储罐4个，烧毁气罐车10余辆。

## 单位情况
西安煤气公司液化气管理所位于西安市西郊大寨路，东邻西安日化厂，北隔大寨路与中国人民解放军总后勤部3507厂相对，南边为铁路专用线，西侧是农田。始建于1982年，占地35.85亩，罐区有2个25立方米残液罐（1、2号罐）、10个100立方米卧式储罐（3至10号罐、13、14号罐）、2个400立方米球形储罐（11、12号罐）、2个1000立方米球形储罐（15、16号罐），19辆槽罐车和10辆汽车槽车，设计总容量3580立方米，储气量1170吨。

## 事件经过

### 气罐泄露
1998年3月5日15时许，西安煤气公司液化气管理所员工罗立民之妻发现容积400立方米的11号球形储罐有白色液体汽化泄露，赶紧向值班人员报告。管理所立即组织人员进行堵漏，用棉被包堵泄露的球阀，并向棉被上喷水，借助汽化降温让棉被结冰来封堵球阀缓解泄露。16时51分，公司副经理罗宝辰拨打119报警求助，16时56分，西安市消防七中队一台消防车赶到现场，七中队副中队长杨子树带领5人冲入现场，这时11号罐底球阀已破裂，形势已很难控制，七中队便请求消防支队增援5台车。由于先期赶到的七中队队员没有携带防毒面具，几名消防员中毒被抬出，由九中队和其他增援力量陆续补上。18时35分，11号倒罐工作已接近一半。

### 爆炸发生
18时45分，罐区泄露气体突然发生爆炸，大火腾起有五六层楼高，大部分人员在此次爆炸中伤亡。约10分钟后，第二次爆炸发生了，红黄火焰裹着黑烟又窜了起来。19时12分、20时01分，分别发生第三、第四次爆炸，形成照彻西郊的火柱“蘑菇云”，各持续约十几秒钟。爆炸发生后，爆炸现场附近10万居民紧急疏散，造成西安市西郊地区交通堵塞，警方对爆照区域设置了方圆3千米的疏散戒严区。西安市调动了所有的消防力量，邻近地区的咸阳、宝鸡、渭南等地增援车也赶到现场。

### 后续扑救
发生爆炸的是之前泄露的11号球形罐和附近的12号球形储罐，两个球形罐爆炸撕裂后向东北方向倾斜，导致8辆液化石油气槽车底部和4个100立方米的卧罐（7、8、9、10号）发生燃烧，爆炸还引燃了总后3507厂棉花仓库，所幸没有引起西侧2个1000立方米气罐燃烧或爆炸。大火持续燃烧37个小时，至到3月7日19时05分被完全扑灭。

## 事故损失
此次爆炸和火灾事故导致11死亡（其中消防官兵7人，煤气公司职工4人），1人失踪（煤气公司职工），直接损失477万元人民币。

## 原因
事后，中华人民共和国劳动部牵头组成“3·5”事故调查组，调查认定泄露原因为11号球形贮罐下部排污阀上部法兰密封垫片由于长期运行导致的受力不均，使得与法兰密封面不能完全贴合，局部丧失密封功能。而管理所采取的喷水冷冻的堵漏措施只适用于低压泄露，对于此次事故中泄露的高压气体无法起到堵漏作用。